# Aplomo
En geometría se da el nombre de aplomo a una línea perpendicular al horizonte y, partiendo de este principio, se da el nombre de «aplomo en el caballo» a las líneas perpendiculares que determinan la justa dirección que deben tener sus miembros. 
Así, la dirección de los anteriores debe ser tal que cumpla las siguientes condiciones: 
- La línea vertical que va desde la parte más alta de la cruz a tierra debe tocar en la parte superior y posterior del codo.
- Una línea vertical tirada desde el tercio posterior de la parte superior e interna del antebrazo, a tierra, divida en dos partes iguales la rodilla y caña hasta el menudillo.
- Si se tira una línea vertical desde la parte media anterior e inferior del antebrazo a tierra, deberá dividir en dos partes iguales las piezas restantes de la extremidad.
- En los miembros posteriores, una línea vertical tirada desde el centro de la articulación ileofemoral a tierra, deberá pasar por el centro de la cara inferior del casco.
- Otra línea vertical, tirada desde la punta del calcáreo a tierra, deberá dividir en dos partes iguales las piezas restantes de las extremidades.

Estas líneas determinan la dirección que deben tener las extremidades para que el peso del tronco, gravite sobre ellas con la igualdad que corresponde en la estación y en la marcha. Cuando las extremidades no sigan estas direcciones, se producen perjuicios más o menos graves, cualquiera que sea el trabajo al que sometan a los caballos. 

## Defectos
Cuando la línea vertical, tirada desde el seno del ángulo que forma la espalda con el brazo a tierra, no pasa por el centro de la cara inferior del casco sino que queda detrás de esta línea, se dice que el caballo está debajo de sí. Este defecto depende generalmente de la poca longitud y falta de dirección perpendicular de las cuartillas y el peso del cuarto anterior que gravita sobre las extremidades anteriores, obra más sobre las lumbres que en lo restante del casco. 
Al contrario sucede cuando el centro de la cara inferior del casco se halla delante de la línea vertical. Este defecto, que depende generalmente de la mucha longitud y oblicuidad de la cuartilla, el peso del cuarto anterior carga más sobre los talones que en lo restante del casco. En uno y en otro defecto se disminuye la fuerza de los movimientos del caballo. 
Si en las extremidades posteriores, la línea vertical, tirada desde el centro de la articulación del muslo con el anca a tierra no toca en el centro de la cara inferior del casco sino que esta parte se halla delante de dicha línea, el peso del cuarto trasero gravita más sobre los talones que en el resto del casco. Los corvejones están muy acodados y los pies muy cerca del centro de gravedad, lo que disminuye la extensión de los movimientos del corvejón, haciendo más cortas las percusiones del cuarto posterior y por consiguiente más corta la marcha del caballo. 
En el defecto opuesto, es decir, cuando el centro de la cara inferior del casco se halla detrás de la línea vertical, resultan los mismos daños que cuando las extremidades posteriores son cortas, en cuyo caso el peso del cuarto posterior gravita más sobre las lumbres o parte anterior e inferior del casco.
Finalmente, si las extremidades se separan de la línea perpendicular que baja desde el tercio posterior de la parte superior y externa del antebrazo a tierra, sea hacia adelante o hacia atrás, o bien si se aparta dentro o fuera de las líneas verticales tiradas desde la parte anterior, media e inferior del antebrazo a tierra y desde la que baja de la parte superior, media y posterior del calcáreo a tierra, y que deben dividir en dos partes iguales las piezas restantes de las extremidades, la experiencia ha demostrado que los caballos no resisten cómodamente los trabajos a los que se someten, siendo sus marchas cortas, sin agilidad y sin fuerza; el peso del tronco y el de las cargas que soportan o los esfuerzos que hacen, procuran siempre aumentar estas viciosas direcciones, resistiendo ventajosamente a la fuerza de los músculos y de los ligamentos que deben oponerse a estos defectos de dirección, obligándolos a permanecer en una acción violenta y permanente, que produce bien pronto su debilidad y los caballos se rozan, se alcanzan, etc.